# Атлантов Володимир Миколайович
Володимир Миколайович Атла́нтов (24 жовтня 1924, Пиків — 29 лютого 2000, Київ) — український художник; член Спілки радянських художників України з 1960 року. Батько художника Олександра Атланова.

## Біографія
Народився 24 жовтня 1924 року в селі Пикові (нині Хмільницький район Вінницької області, Україна). Учасник німецько-радянської світовой війни з вересня 1942 року. Нагороджений двома орденами Червоної Зірки (30 вересня 1944; 19 травня 1945), орденом Вітчизняної війни 2 ступеня (1 серпня 1986), медаллю «За відвагу» (19 червня 1944). Член ВКП(б) з 1944 року.
З 1947 по 1951 рік навчався у Львівському інституті прикладного і декоративного мистецтва. У 1953 році закінчив Київський художній інститут, де навчався, зокрема, у Василя Касіяна, Федора Самусєва.
З 1953 по 1963 рік працював інструктором відділу ЦК КПУ; з 1963 по 1969 рік — відповідальним секретарем Спілки художників України. З 1973 по 1975 рік обіймав посаду генерального директора Всесоюзної організації охорони пам'яток; з 1975 по 1977 рік — головного художника художньо-конструкторського бюро. Нагороджений грамотою Президії Верховної Ради УРСР.
Мешкав в Києві в будинку на вулиці Мельникова, № 46, квартира № 24 та у будинку на вулиці Підвисоцького, № 21, квартира № 47. Помер у Києві 29 лютого 2000 року.

## Творчість
Працював у галузі станкового живопису жанрах пейзажу і портрета. Значне місце у творчості митця посідає тема війни. Серед робіт:
- «Весна» (1957, Бердянський художній музей);
- «Світанок над Дніпром» (1958, Горлівський художній музей);
- «Комсомольський патруль» (1960);
- «Вечоріє» (1960, Дніпровський художній музей);
- «Опалений ранок. 1941 рік» (1961);
- «Суворі роки» (1961);
- «Дніпро» (1963);
- «Минули літа молодії…» (1964);
- «Роздуми» (1967).

Автор ескізу медалі «За оборону Києва» (1961).
Брав участь у республіканських виставках з 1957 року, всесоюзних — з 1958 року, зарубіжних — з 1965 року.